# Geoffrey Waldegrave (12e comte Waldegrave)
Geoffrey Noel Waldegrave, 12e comte Waldegrave, (21 novembre 1905 - 23 mai 1995), connu sous le nom de vicomte Chewton de 1933 à 1936, est un pair et un agriculteur britannique.

## Jeunesse et formation
Waldegrave est le fils unique du révérend Henry Waldegrave (11e comte Waldegrave), et fait ses études à Winchester College et est diplômé du Trinity College de Cambridge en 1928.

## Carrière politique
En 1936, il succède aux titres de son père et devient membre du Somerset County Council en 1937. Pendant la Seconde Guerre mondiale, il sert dans la Artillerie royale (Armée territoriale) et reçoit ensuite la Légion du mérite et la décoration territoriale.
Il est président du Conseil exécutif agricole de 1948 à 1951 ; membre du Conseil princier du duché de Cornouailles de 1951 à 1958 et de 1965 à 1976. À la Chambre des lords, il est secrétaire parlementaire du ministère de l'Agriculture, des Pêcheries et de l'Alimentation (1958-1962), président de la Commission des forêts (1963-1965), membre du  Conseil consultatif général de la BBC de 1963 à 1966, administrateur de la Lloyds Bank de 1964 à 1976 ; Lord Warden of the Stannaries de 1965 à 1976; président du Comité consultatif de la recherche sur la viande (1969-1973) et président de Somerset Trust Nature Conservation (1964-1980).
En 1976, il est nommé docteur honoris causa en droit de l'Université de Bristol et reçoit l'ordre de la Jarretière en 1971 et le GCVO en 1976.

## Famille
Le 22 octobre 1930, il épouse Mary Hermione Grenfell (une petite-nièce de Francis Grenfell (1er baron Grenfell)) ; le couple a sept enfants :
- Sarah Caroline Waldegrave (née le 23 octobre 1931), elle épouse Ernest George Wright (décédé en 2012) le 19 février 1955.
- Jane Mary Waldegrave (née le 25 janvier 1934), elle épouse Euan Howard (4e baron Strathcona et Mont-Royal) le 20 février 1954 et ils divorcent en juin 1977. Ils ont six enfants et quinze petits-enfants. Elle se remarie à Duncan McIntosh le 22 septembre 1977
- Elizabeth Jeronima Waldegrave (4 avril 1936-19 février 2003), elle épouse John James Evelyn Dewar, 4e baron Forteviot le 17 octobre 1963. Ils ont quatre enfants et six petits-enfants:
- Anne Waldegrave (née le 24 décembre 1937), elle épouse Jack Boles (25 juin 1925 - 1er juillet 2013) en 1971.
- Susan Waldegrave (née le 1er mai 1939), elle épouse Marmaduke, Lord Hussey of North Bradley (29 août 1923-27 décembre 2006) le 25 avril 1959. Ils ont deux enfants et six enfants:
- James Waldegrave (13e comte Waldegrave) (né le 8 décembre 1940), il épouse Mary Furness en 1986 et ils divorcent en 1996. Ils ont deux fils.
- William Waldegrave, baron Waldegrave de North Hill (né le 15 août 1946), il épouse Caroline Linda Margaret Burrows en 1977. Ils ont quatre enfants.

Lord Waldegrave est décédé en 1995, à l'âge de 89 ans, et est remplacé par son fils aîné.

## Source
- (en) Cet article est partiellement ou en totalité issu de l’article de Wikipédia en anglais intitulé « Geoffrey Waldegrave, 12th Earl Waldegrave » (voir la liste des auteurs).